# Nintendo Power (cartucho)
El Nintendo Power (ニンテンドウパワー Nintendō Pawā?)  es un periférico exclusivo de Japón producido por Nintendo para Super Famicom y Game Boy. El servicio permitió a los propietarios descargar juegos de Super Famicom o Game Boy en un cartucho de memoria flash especial por un precio más bajo que el del cartucho completo. 
La versión de Super Famicom se lanzó a fines de 1996, mientras que la versión de Game Boy se lanzó el 1 de marzo de 2000.[cita requerida] El servicio en su conjunto se suspendió el 28 de febrero de 2007.

## Historia

### Antecedentes
Durante los días del Famicom, Nintendo desarrolló el Disk System, una expansión de unidad de disco para la Famicom con RAM expandida, que permite a los jugadores usar medios de disco regrabables llamados "tarjetas de disco" en los quioscos de Famicom Disk Writer. El sistema era relativamente popular pero sufría problemas de capacidad limitada. Sin embargo, Nintendo vio un mercado para un medio económico regrabable debido a la popularidad del sistema de disco. 
El primer subsistema dinámico de almacenamiento flash de Nintendo para el Super Famicom fue el Satellaview, un periférico lanzado en 1995 que facilitó la entrega de un conjunto de juegos exclusivos de Super Famicom a través de la red satelital St.GIGA.

### Lanzamiento
La versión de Super Famicom de Nintendo Power se lanzó a fines de 1996.
La versión de Game Boy fue originalmente planeada para lanzarse el 1 de noviembre de 1999; sin embargo, debido al terremoto de Chichi de 1999 que interrumpió la producción en Taiwán, se retrasó hasta el 1 de marzo de 2000.[cita requerida]

### Legado
En 2003, Nintendo lanzó otra red de quioscos de entrega de juegos para iQue Player en China.

## Uso

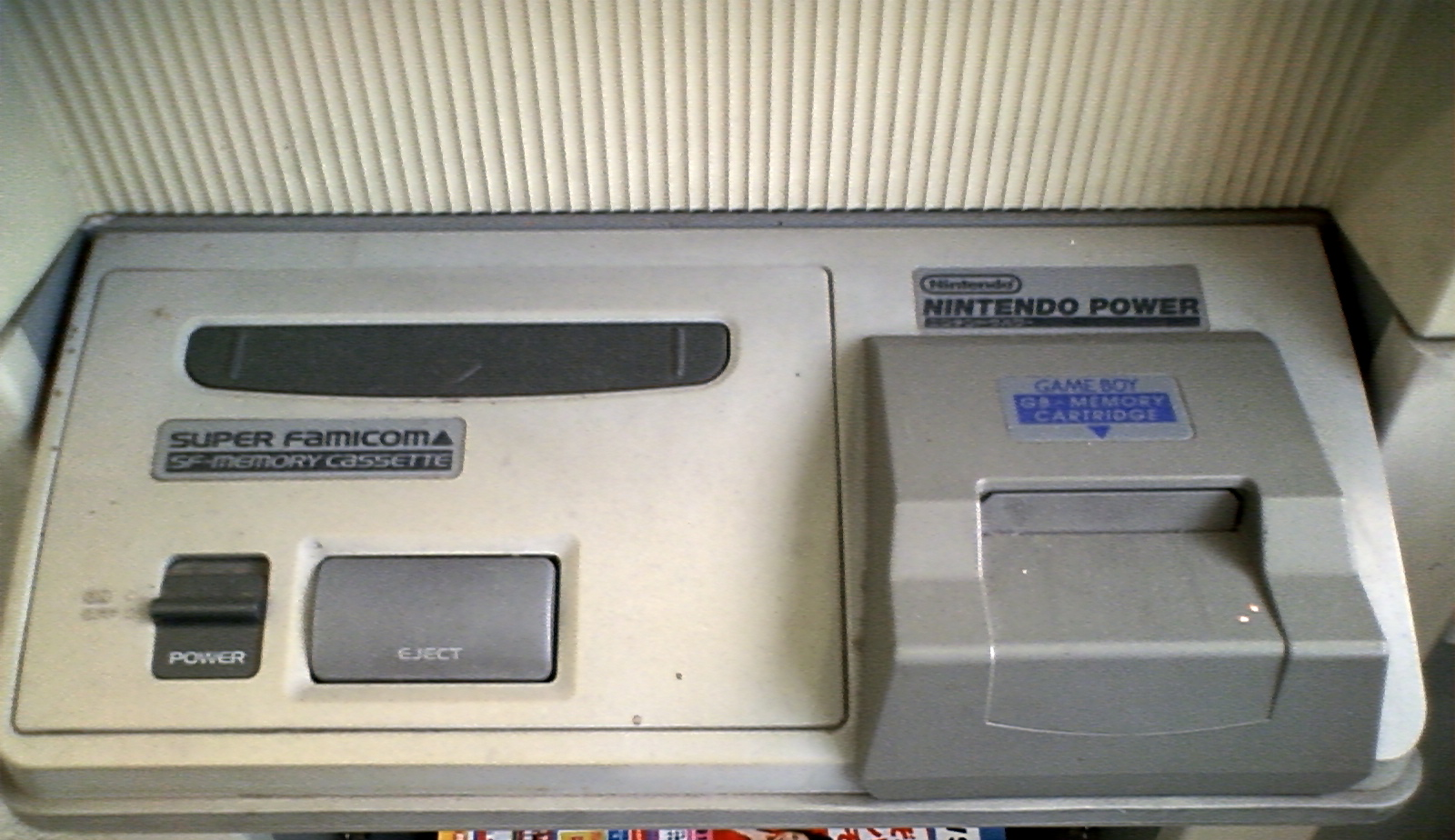
Quiosco de Nintendo Power con su respectiva grabadora de cartuchos

Un usuario primero compraría el cartucho, luego lo llevaría a una tienda que tuviera un quiosco Nintendo Power. El jugador seleccionaría juegos para copiar en el cartucho. Además, la tienda proporcionaría al comprador una copia impresa del manual del juego. Los precios de los juegos variaban, con títulos más antiguos que eran relativamente baratos, y los títulos más nuevos y las exclusivas de Nintendo Power eran más caras. 
Debido a que es un medio patentado, los cartuchos de memoria de Nintendo Power hicieron que la infracción de derechos de autor por duplicación ilícita sea mucho más difícil que si se hubiera utilizado un formato estándar (como un disquete ).[cita requerida]

## Detalles técnicos
La ROM flash de cada cartucho se divide internamente en ocho bloques. Sin embargo, a menos que se cargue un juego de 8 bloques en el cartucho, un bloque está reservado para el menú de selección de juegos, dejando solo siete bloques para los juegos. 
Además, cada cartucho tiene una pequeña cantidad de SRAM para guardar partidas, que se divide en dieciséis bloques. Los juegos se redondean en capacidad; por ejemplo, un juego de Super Famicom de 10 megabits necesita tres bloques de ROM flash que suman 12 megabits, y un juego de Game Boy que necesita 100 kilobits de espacio libre necesitaría dos bloques SRAM que suman 128 kilobits. 
Los juegos que utilizan un chip de mejora (como el Super FX) no se pueden colocar en el cartucho de Nintendo Power, ya que el chip requerido no está presente. 

## Especificaciones

### Super Famicom
- Cartucho de memoria SF (SFメモリカセット?) MSRP de ¥3.980

- ROM flash integrada (para datos del juego): 32 megabits en total (4 megabits/bloque × 8 bloques)
- SRAM integrada (para guardar partidas): 256 kilobits en total (16 kilobits/bloque × 16 bloques)

### Game Boy
Cartucho de memoria GB (GBメモリカートリッジ?) MSRP de ¥2.500
- ROM flash integrada (para datos del juego): 8 megabits en total (1 megabit/bloque × 8 bloques)
- SRAM integrada (para guardar partidas): 1024 kilobits en total (64 kilobits/bloque × 16 bloques)

## Recepción
Cuando se lanzó Nintendo Power para Super Famicom, la prensa lo percibió como en parte un esfuerzo por liberar espacio en los estantes de los minoristas para más productos de Nintendo 64. 

## Lista de juegos

### Super Famicom
| Title                                              | Release date            |
| -------------------------------------------------- | ----------------------- |
| Heisei Shin Onigashima: Kōhen                      | 1 de diciembre de 1997  |
| Heisei Shin Onigashima: Zenpen                     | 1 de diciembre de 1997  |
| Wrecking Crew '98[n 1]                             | 1 de enero de 1998      |
| Kirby no Kirakira Kizzu                            | 1 de febrero de 1998    |
| Super Punch-Out!!                                  | 1 de marzo de 1998      |
| Famicom Tantei Club Part II: Ushiro ni Tatsu Shōjo | 1 de abril de 1998      |
| Super Famicom Wars                                 | 1 de mayo de 1998       |
| Dr. Mario                                          | 1 de junio de 1998      |
| Zootto Mahjong!                                    | 1 de julio de 1998      |
| Sutte Hakkun                                       | 1 de agosto de 1998     |
| Derby Stallion '98                                 | 1 de septiembre de 1998 |
| Mini 4WD Let's & Go!! Power WGP2                   | 1 de octubre de 1998    |
| Power Lode Runner                                  | 1 de enero de 1999      |
| Power Sōkoban                                      | 1 de enero de 1999      |
| Picross NP Vol. 1                                  | 1 de abril de 1999      |
| Picross NP Vol. 2                                  | 1 de junio de 1999      |
| Famicom Bunko: Hajimari no Mori                    | 1 de julio de 1999      |
| Picross NP Vol. 3                                  | 1 de agosto de 1999     |
| Fire Emblem: Thracia 776                           | 1 de septiembre de 1999 |
| Picross NP Vol. 4                                  | 1 de octubre de 1999    |
| Picross NP Vol. 5                                  | 1 de diciembre de 1999  |
| Picross NP Vol. 6                                  | 1 de febrero de 2000    |
| Picross NP Vol. 7                                  | 1 de abril de 2000      |
| Picross NP Vol. 8                                  | 1 de junio de 2000      |
| Metal Slader Glory: Director's Cut                 | 29 de noviembre de 2000 |
| Columns                                            | cancelado               |
| Dōkyūsei 2                                         | cancelado               |
| Mega Man 7                                         | cancelado en NP         |
| Anillo ni Kakero                                   | cancelado en NP         |
| Super Family Gerende                               | cancelado en NP         |

1. 1 2 3 4 5 6 7 8  También lanzado en cartucho estándar

### Game Boy
| Título                                                            | Fecha de lanzamiento    | Distribuidora    | Precio |
| ----------------------------------------------------------------- | ----------------------- | ---------------- | ------ |
| Genuine Hanafuda GB                                               | 1 de diciembre de 2000  | Artron           | ¥1.050 |
| Match Up Shogi                                                    | 1 de julio de 2000      | Athena           | ¥1.050 |
| Trick Border Grand Prix                                           | 1 de diciembre de 2000  | Athena           | ¥1.050 |
| Professional Mahjong Goku GB                                      | 1 de marzo de 2000      | Athena           | ¥1.050 |
| Professional Mahjong Goku GB2                                     | 1 de junio de 2001      | Athena           | ¥1.050 |
| Purikura Pocket: Incomplete Schoolgirl Manual                     | 1 de marzo de 2000      | Atlus            | ¥1.050 |
| Purikura Pocket2: Boyfriend Remodeling Operation                  | 1 de marzo de 2000      | Atlus            | ¥1.050 |
| Purikura Pocket3: talent debut masterpiece war                    | 1 de marzo de 2000      | Atlus            | ¥1.050 |
| Hamster Paradise                                                  | 1 de junio de 2001      | Atlus            | ¥1.050 |
| Megami Tensei Gaiden: Last Bible                                  | 1 de marzo de 2000      | Atlus            | ¥1.050 |
| Megami Tensei Gaiden: Last Bible II                               | 1 de marzo de 2000      | Atlus            | ¥1.050 |
| Guru Guru Characters                                              | 1 de marzo de 2000      | Atlus            | ¥1.050 |
| Super Genie Heroes Wataru: Mazekko Monster 2                      | 1 de agosto de 2000     | Banpresto        | ¥1.050 |
| Kakutou Ryouri Densetsu Bistro Recipe: Wonder Battle              | 1 de octubre de 2000    | Banpresto        | ¥1.050 |
| Kakutou Ryouri Densetsu Bistro Recipe - Gekitou Foodon Battle Hen | 1 de diciembre de 2000  | Banpresto        | ¥1.050 |
| Bionic Commando                                                   | 1 de marzo de 2000      | Capcom           | ¥1.050 |
| Gargoyle's Quest 2                                                | 1 de marzo de 2000      | Capcom           | ¥1.050 |
| Gargoyle's Quest                                                  | 1 de marzo de 2000      | Capcom           | ¥1.050 |
| Street Fighter II                                                 | 1 de marzo de 2000      | Capcom           | ¥1.050 |
| Rockman World                                                     | 1 de marzo de 2001      | Capcom           | ¥1.050 |
| Rockman World 2                                                   | 1 de marzo de 2001      | Capcom           | ¥1.050 |
| Rockman World 3                                                   | 1 de marzo de 2001      | Capcom           | ¥1.050 |
| Rockman World 5                                                   | 1 de abril de 2001      | Capcom           | ¥1.050 |
| Rockman World 4                                                   | 1 de abril de 2001      | Capcom           | ¥1.050 |
| Sword GB                                                          | 1 de mayo de 2001       | Kemco            | ¥1.050 |
| Batman Beyond                                                     | 1 de mayo de 2001       | Kemco            | ¥1.050 |
| Spy vs. Spy                                                       | 1 de mayo de 2001       | Kemco            | ¥1.050 |
| Authentic 4-person Mahjong Mahjong King                           | 1 de abril de 2000      | Child            | ¥1.050 |
| The mysterious dungeon Kurenai Shiren GB                          | 1 de marzo de 2000      | Chunsoft         | ¥1.050 |
| Doraemon's Game Boy, Deluxe 10                                    | 1 de agosto de 2000     | Epoch            | ¥1.050 |
| Doraemon cart                                                     | 1 de agosto de 2000     | Epoch            | ¥1.050 |
| Dragon Slayer Gaiden                                              | 1 de marzo de 2000      | Epoch            | ¥1.050 |
| Dragon slayer 1                                                   | 1 de julio de 2000      | Epoch            | ¥1.050 |
| Bomberman GB 3                                                    | 1 de marzo de 2000      | Hudson           | ¥1.050 |
| Momotaro Dengeki 2                                                | 1 de marzo de 2000      | Hudson           | ¥1.050 |
| GB Prototype 2                                                    | 1 de marzo de 2000      | Hudson           | ¥1.050 |
| Adventure Island 3                                                | 1 de julio de 2000      | Hudson           | ¥1.050 |
| Game Boy Wars Turbo                                               | 1 de marzo de 2000      | Hudson           | ¥1.050 |
| Super Momotaro Electric Railway 2                                 | 1 de marzo de 2000      | Hudson           | ¥1.050 |
| Momotaro Electric Railway jr-Rolls around Ramen in Japan          | 1 de diciembre de 2000  | Hudson           | ¥1.050 |
| Same Game                                                         | 1 de marzo de 2000      | Hudson           | ¥1.050 |
| Bomberman Quest                                                   | 1 de agosto de 2000     | Hudson           | ¥1.050 |
| Fairy Kitty Good Luck Dictionary -Fortune-telling of Fairy Land-  | 1 de marzo de 2000      | Imagineer        | ¥1.050 |
| Medarot (Kabuto version)                                          | 1 de marzo de 2000      | Imagineer        | ¥1.050 |
| Medalot (stag version)                                            | 1 de marzo de 2000      | Imagineer        | ¥1.050 |
| Sanrio time net future edition                                    | 1 de mayo de 2000       | Imagineer        | ¥1.050 |
| Sanrio Time Net Past                                              | 1 de mayo de 2000       | Imagineer        | ¥1.050 |
| Medarot Parts Collection                                          | 1 de diciembre de 2000  | Imagineer        | ¥1.050 |
| Wave Rider!                                                       | 1 de julio de 2001      | Jujube           | ¥1.050 |
| Kid Dracula                                                       | 1 de marzo de 2000      | Konami           | ¥1.050 |
| Ganbare Goemon: Hoshizorashi Dynamites Arawaru!!                  | 1 de julio de 2001      | Konami           | ¥1.050 |
| Yu-Gi-Oh! Monster Capsule GB                                      | 1 de febrero de 2001    | Konami           | ¥1.050 |
| Survival Kids                                                     | 1 de febrero de 2001    | Konami           | ¥1.050 |
| Nemesis II                                                        | 1 de marzo de 2000      | Konami           | ¥1.050 |
| It's a World Rally                                                | 1 de agosto de 2000     | Konami           | ¥1.050 |
| Yu-Gi-Oh! Duel Monsters                                           | 1 de marzo de 2000      | Konami           | ¥1.050 |
| Konami GB Collection Vol.1                                        | 1 de marzo de 2000      | Konami           | ¥1.050 |
| Konami GB Collection Vol.2                                        | 1 de marzo de 2000      | Konami           | ¥1.050 |
| Konami GB Collection Vol.4                                        | 1 de marzo de 2000      | Konami           | ¥1.050 |
| BeatmaniaGB                                                       | 1 de mayo de 2000       | Konami           | ¥1.050 |
| Hanasaka Tenshi Tenten-kun's                                      | 1 de abril de 2001      | Konami           | ¥1.050 |
| Bakuchou Retrieve Master                                          | 1 de marzo de 2000      | Konami           | ¥1.050 |
| God Medicine                                                      | 1 de marzo de 2000      | Konami           | ¥1.050 |
| Ganbare Goemon: Tengu-tō no Gyakushū!                             | 1 de mayo de 2000       | Konami           | ¥1.050 |
| Azure Dreams                                                      | 1 de agosto de 2000     | Konami           | ¥1.050 |
| Pac-Man                                                           | 1 de marzo de 2000      | Namco            | ¥1.050 |
| Namco Gallery VOL. 1                                              | 1 de marzo de 2000      | Namco            | ¥1.050 |
| Namco Gallery VOL. 3                                              | 1 de marzo de 2000      | Namco            | ¥1.050 |
| Mr. Driller                                                       | 1 de junio de 2001      | Namco            | ¥1.050 |
| Great Greed                                                       | 1 de marzo de 2000      | Namco            | ¥1.050 |
| Balloon Kid                                                       | 1 de marzo de 2000      | Nintendo         | ¥1.050 |
| Super Mario Bros Deluxe                                           | 1 de marzo de 2000      | Nintendo         | ¥1.050 |
| Metroid II: Return of Samus                                       | 1 de marzo de 2000      | Nintendo         | ¥840   |
| Game & Watch Gallery                                              | 1 de marzo de 2000      | Nintendo         | ¥1.050 |
| Game & Watch Gallery 3                                            | 1 de marzo de 2000      | Nintendo         | ¥1.050 |
| Donkey Kong Land                                                  | 1 de marzo de 2000      | Nintendo         | ¥1.050 |
| Super Mario Land                                                  | 1 de marzo de 2000      | Nintendo         | ¥840   |
| Super Mario Land 2: 6 Golden Coins                                | 1 de marzo de 2000      | Nintendo         | ¥840   |
| Super Mario Land 3: Wario Land                                    | 1 de marzo de 2000      | Nintendo         | ¥840   |
| Donkey Kong '94                                                   | 1 de marzo de 2000      | Nintendo         | ¥1.050 |
| Donkey Kong Land 2                                                | 1 de marzo de 2000      | Nintendo         | ¥1.050 |
| Kirby's Dream Land                                                | 1 de marzo de 2000      | Nintendo         | ¥840   |
| Kirby's Dream Land 2                                              | 1 de marzo de 2000      | Nintendo         | ¥1.050 |
| Kirby's Block Ball                                                | 1 de marzo de 2000      | Nintendo         | ¥1.050 |
| Alleyway                                                          | 1 de marzo de 2000      | Nintendo         | ¥840   |
| Game Boy Wars                                                     | 1 de marzo de 2000      | Nintendo         | ¥840   |
| Radar Mission                                                     | 1 de marzo de 2000      | Nintendo         | ¥840   |
| Solar Striker                                                     | 1 de marzo de 2000      | Nintendo         | ¥840   |
| Tennis                                                            | 1 de marzo de 2000      | Nintendo         | ¥840   |
| Golf                                                              | 1 de marzo de 2000      | Nintendo         | ¥840   |
| F1                                                                | 1 de marzo de 2000      | Nintendo         | ¥840   |
| Kaeru no Tame ni Kane wa Naru                                     | 1 de marzo de 2000      | Nintendo         | ¥840   |
| Kirby's Pinball Land                                              | 1 de marzo de 2000      | Nintendo         | ¥840   |
| Usefulness                                                        | 1 de marzo de 2000      | Nintendo         | ¥840   |
| Kirby's Star Stacker                                              | 1 de marzo de 2000      | Nintendo         | ¥1.050 |
| Dr. Mario                                                         | 1 de marzo de 2000      | Nintendo         | ¥840   |
| Mario's Picross                                                   | 1 de marzo de 2000      | Nintendo         | ¥1.050 |
| Mario's Picross 2                                                 | 1 de marzo de 2000      | Nintendo         | ¥1.050 |
| Mole Mania                                                        | 1 de marzo de 2000      | Nintendo         | ¥1.050 |
| Yoshi's Cookie                                                    | 1 de marzo de 2000      | Nintendo         | ¥840   |
| Tetris Attack                                                     | 1 de marzo de 2000      | Nintendo         | ¥1.050 |
| Tetris DX                                                         | 1 de septiembre de 2000 | Nintendo         | ¥1.050 |
| Tetris                                                            | 1 de septiembre de 2000 | Nintendo         | ¥840   |
| The Legend of Zelda: Link's Awakening                             | 1 de marzo de 2000      | Nintendo         | ¥1.050 |
| The Shutoko Racing                                                | 1 de abril de 2000      | Pony Canyon      | ¥1.050 |
| Shogi 2                                                           | 1 de abril de 2000      | Pony Canyon      | ¥1.050 |
| Karamuchou Ha Oosawagi!                                           | 1 de agosto de 2001     | Starfish         | ¥1.575 |
| Super Black Bass Pocket 3                                         | 1 de marzo de 2000      | Starfish         | ¥1.050 |
| Kuzume Monster Parfait                                            | 1 de junio de 2001      | Starfish         | ¥1.050 |
| Pachi Pachi Pachisuro New Pulsar                                  | 1 de junio de 2001      | Starfish         | ¥1.050 |
| Karamuchou Ha Oosawagi!                                           | 1 de marzo de 2000      | Starfish         | ¥1.050 |
| Fossil Genesis Reborn II                                          | 1 de marzo de 2000      | Starfish         | ¥1.050 |
| Kogururu Guruguru                                                 | 1 de julio de 2001      | Sting            | ¥1.050 |
| Loppi Puzzle Magazine: first issue of puzzle                      | 1 de agosto de 2001     | Success          | ¥630   |
| Loppi Puzzle Magazine: Inspirational puzzle first issue           | 1 de septiembre de 2001 | Success          | ¥630   |
| Loppi Puzzle Magazine: Thinking puzzle No. 2                      | 1 de octubre de 2001    | Success          | ¥630   |
| Loppi Puzzle Magazine: Inspirational Puzzle No. 2                 | 1 de noviembre de 2001  | Success          | ¥630   |
| Loppi Puzzle Magazine: thinking puzzle No. 3                      | 1 de diciembre de 2001  | Success          | ¥630   |
| Petit Carat                                                       | 1 de julio de 2000      | Taito            | ¥1.050 |
| Bubble Bobble                                                     | 1 de julio de 2000      | Taito            | ¥1.050 |
| Space Invaders                                                    | 1 de marzo de 2000      | Taito            | ¥1.050 |
| Sagaia                                                            | 1 de julio de 2000      | Taito            | ¥1.050 |
| Puzzle Bobble GB                                                  | 1 de marzo de 2000      | Taito            | ¥1.050 |
| Quick's adventure                                                 | 1 de septiembre de 2000 | Taito            | ¥1.050 |
| Nettou Toshinden                                                  | 1 de marzo de 2000      | Takara           | ¥1.050 |
| Chibi Maruko-chan 4                                               | 1 de noviembre de 2000  | Takara           | ¥1.050 |
| Chibi Maruko-chan                                                 | 1 de noviembre de 2000  | Takara           | ¥1.050 |
| Life Game                                                         | 1 de marzo de 2000      | Takara           | ¥1.050 |
| Othello World                                                     | 1 de mayo de 2000       | Tsukuda original | ¥1.050 |
| Dogtato                                                           | 1 de diciembre de 2000  | JVC              | ¥1.050 |
| Harvest Moon GB                                                   | 1 de agosto de 2000     | JVC              | ¥1.050 |
| Legend of the River King 2                                        | 1 de marzo de 2000      | JVC              | ¥1.050 |
| Legend of the River King 3                                        | 1 de marzo de 2000      | JVC              | ¥1.050 |
| Aretha                                                            | 1 de marzo de 2000      | Yanoman          | ¥1.050 |
| Aretha II                                                         | 1 de marzo de 2000      | Yanoman          | ¥1.050 |
| Aretha III                                                        | 1 de marzo de 2000      | Yanoman          | ¥1.050 |